# Huánuco Pampa
Huánuco Pampa, también llamada Huanucopampa, Vieja Huánuco o Wanakupampa, es un sitio arqueológico y fue un importante centro administrativo del Imperio incaico.

## Ubicación geográfica

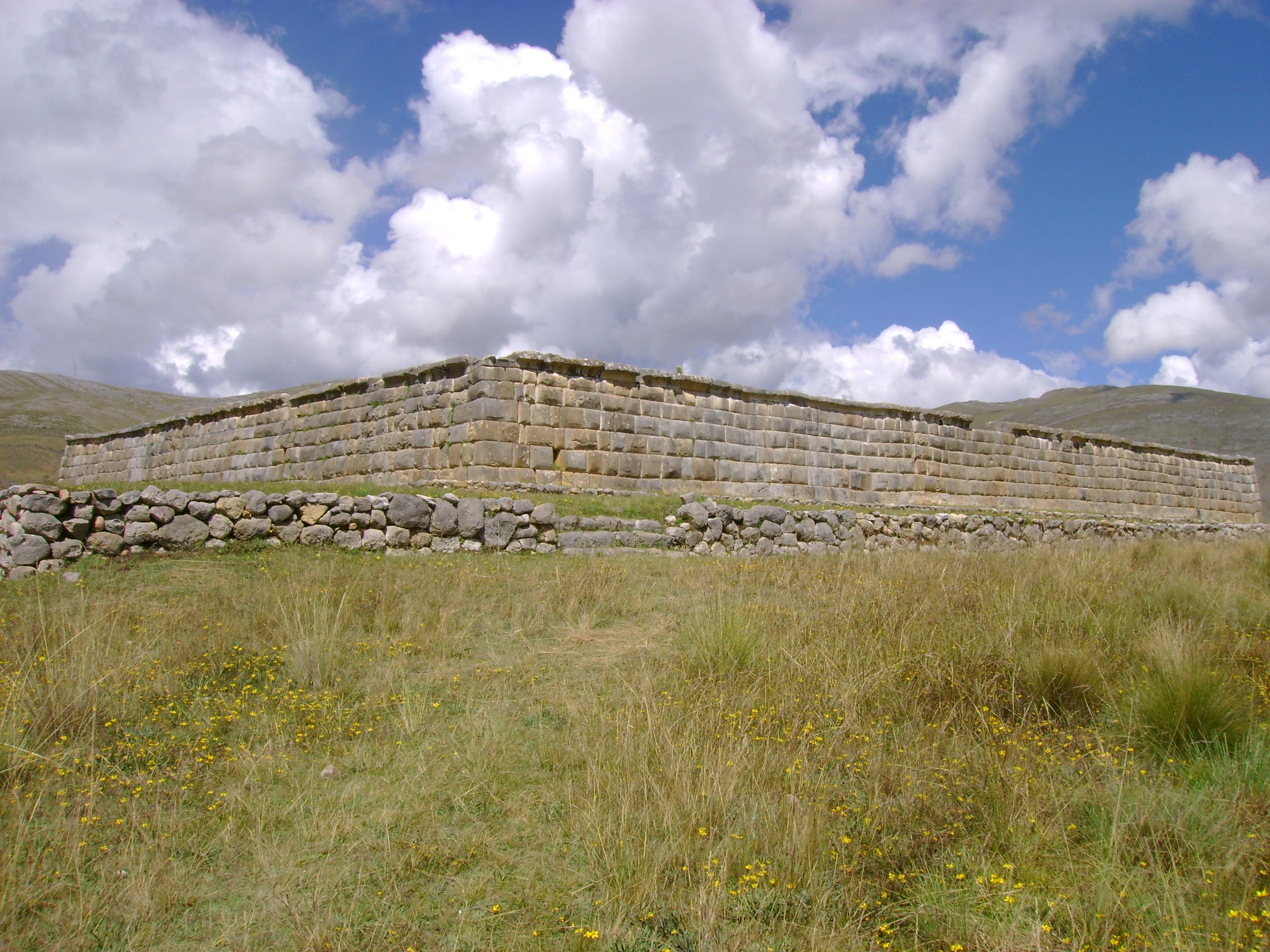
Ushnu de Húanucopampa, también llamado "Castillo".

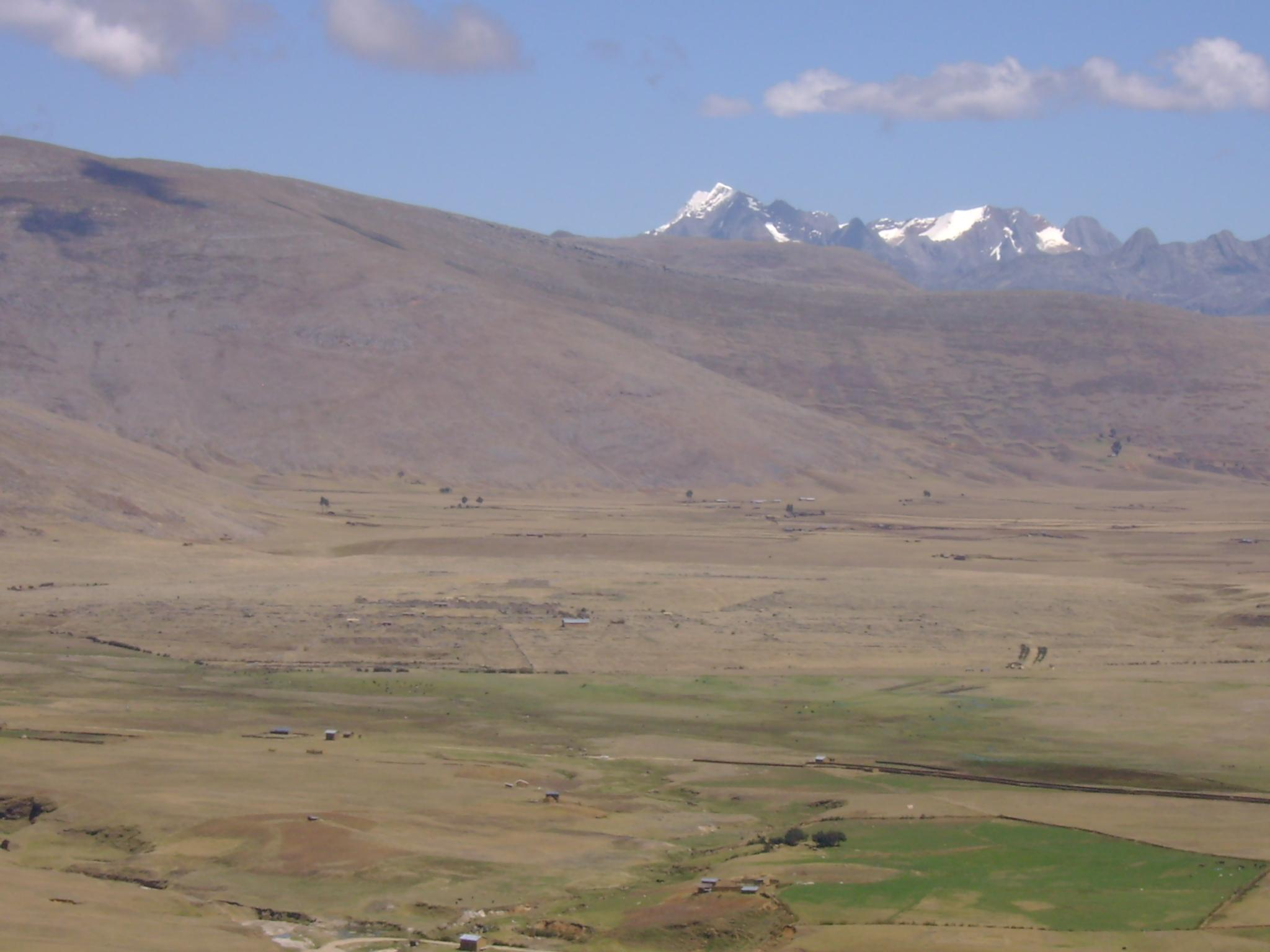
Vista panorámica de las ruinas de Huánuco Marca desde Chayhuapunta, al fondo la Cordillera de Huallanca.

Conocido también como Huánuco Viejo. Importantísimo centro de más de 2 km² ubicado sobre una meseta o pampa de 200 ha de extensión a 3,700 metros de altura que se emplaza sobre el valle del Vizcarra. Fue establecido allí porque marcaba el punto medio del camino entre el Cuzco y Tomebamba, hoy en el sur de Ecuador. Desde entonces la ciudadela ha sido reconocida como "La Capital del Chinchaysuyo", una de las cuatro regiones en que estaba dividido políticamente el llamado Imperio de los Incas.Por esta población pasaba el Camino del Inca, en uno de sus ramales.
La meseta está poblada por las comunidades de norte a sur:
- Chumipata
- Guellaycancha
- Aguamiro

## Descripción
Alrededor de una gran plaza se encuentra un imponente ushnu o estructura cuadrangular de piedras labradas de inconfundible estilo Inca, sobre el cual se ubica una especie de asiento o trono; este ""ushnu"" es propiamente una plataforma ceremonial que se eleva diez metros sobre el suelo prácticamente llano de la meseta. En la ciudadela se distinguen cuatro diferentes sectores: uno de depósitos al sur, uno de confección de tejidos al norte, uno de viviendas comunes al oeste, y otro de residencia del inca durante sus visitas al sitio. En total habría unas cuatro mil construcciones dedicadas a funciones militares, religiosas y administrativas. Aparte del ushnu son de relieve tres portadas trapezoidales, únicas en su tipo, con pumas o leones americanos labrados en alto relieve; también se aprecia un recinto de baño y el canal que lo alimentaba de agua.

## Estudios arqueológicos
Durante los años '70s y '80s importantes investigaciones se llevaron a cabo bajo liderazgo del antropólogo Edward Craig Morris, peruanista estadounidense fallecido en junio de 2006 en su país. Morris escribió varios libros sobre el incario, entre ellos es coautor de "Huanuco Pampa: an Inca city and its hinterland", no traducido aún al español. Morris y Huánuco Pampa aparecen también en un vídeo sobre los Incas en que pone de relieve que esta ciudadela si bien aparece semiderruida fue encontrada prácticamente intacta para efectos de estudios sociales y urbanos.
Durante el año 2004 se llevaron a cabo importantes estudios astronómicos por un equipo de las Universidad Nacional Mayor de San Marcos, Universidad de Florida y Universidad de Yale, encabezados por Jose Luis Pino. Un interesante Resumen en lengua castellana que vale la pena conocer se encuentra en un sitio Internet.
Fue en Huánuco Pampa donde los conquistadores primero fundaron una ciudad en 1539, la que debido a la frialdad del clima fue luego trasladada al ameno y templado valle del Pillco, hoy sobre el río Huallaga, donde se asienta Huánuco, capital del Departamento homónimo, situados cerca al centro geográfico del país.

## Se reinician las ceremonias incas
Desde el año 1997 se lleva a cabo a fines del mes de julio la llamada "Fiesta del Sol", coincidente con la semana del aniversario patrio peruano. Este evento está adquiriendo fama regional como un paralelo del Inti Raymi celebrado oficialmente cada 24 de junio en el Cusco. Acuden turistas nacionales e internacionales de los circuitos que frecuentan el cercano Callejón de Huaylas y el parque nacional Huascarán.

## Habitantes famosos
Quizás el más famoso de ellos fue Felipe Guamán Poma de Ayala Era hijo de Don Marín Guaman Malqui y de doña Juana Cori Ocllo Coya, descendiente de Capac Apoyarovilca, hija nieta del décimo emperador cusqueño Tupac Inca Yupanqui quien dejó su panaca real en Huánuco Marca (Huánuco viejo), antigua sede o capital del reino o confederación de los guanuco Yarovilca y convertida por los Incas en una furtuosa ciudad capital regional política-económica, religiosa del Chinchaysuyo.Guaman Poma, en su niñez vivió en Huamanga o en sus cercanías, al lado de su padre y hermanos.Los documentos Jurídicos prueban la Nobleza de Guaman Poma de Ayala y de los suyos, poseedores de tierras de Santa Catalina de Chupas y de las que fueron despojadas por el corregidor Rivero.
Sus litigios por sus tierras de Chupas y su expulsión de la Ciudad de Huamanga, permitió su peregrinación por los pueblos del corregimiento de Lucanas, radicando en Sondondo.
Una de sus Obras conocidas fue "La Nueva Crónica y el Buen Gobierno".